# Нідербеза
Нідербеза (нім. Niederbösa) — громада в Німеччині, розташована в землі Тюрингія. Входить до складу району Киффгойзер. Складова частина об'єднання громад Гройсен.
Площа — 4,56 км2. Населення становить 118 ос. (станом на 31 грудня 2021).